# Pilecefàlids
Els pilecefàlids (Pylaecephalidae) són una família extinta de sinàpsids que visqueren durant el Permià. Se n'han trobat restes fòssils a Sud-àfrica, la Xina i Zàmbia. L'apòfisi caniniforme del maxil·lar inferior d'aquests animals presentava una osca que fa pensar que la dentadura estava adaptada per tallar les tiges de les plantes. Aquesta osca és una de les sis autapomorfies dentals i de les extremitats que es fan servir habitualment per definir Pylaecephalidae.